# Villa Barni (Roncadello)
La Villa Barni è un edificio costruito nel XVII secolo in Lombardia a Roncadello, frazione del comune di Dovera.

## Collocazione
Nel comune di Dovera (provincia di Cremona), nella frazione di Roncadello, sorge la Villa Barni Corrado, precisamente posta a 30 km da Milano, 6 km da Lodi e 10 km da Crema. Venne eretta tra il 1700 ed il 1715, su disegno degli architetti Michele e Pietro Giacomo Sartorio, esponenti attivi del rococò lodigiano.

## Storia
Il committente per la costruzione della Villa Barni non consistette nel volere di una sola persona, infatti sino al 24 ottobre 1725 i beni posti in Roncadello furono comuni a più componenti della famiglia Barni, ragion per cui le scelte vennero compiute da più di una persona. Il primo a volere la villa fu Antonio Barni (1605-1690), primo Conte di Roncadello, in quanto risultante come compratore di un sedime in Roncadello al fine della costruzione. Alla sua morte fu il fratello Giorgio, vescovo di Piacenza, che, divenuto il nuovo proprietario di tutti i beni di Roncadello, fece proseguire la costruzione e suggerì alcuni artisti per la decorazione. Uno dei più famosi tra questi fu il fiorentino Sebastiano Galeotti (1675-1741). La sua fama e la sua popolarità fecero sì che venne chiamato a Parma dal Principe Antonio Farnese nel 1710 dove Piacenza e Parma rappresentarono la sua nuova patria, che vi rimase fino al 1739. Nel 1727 è possibile che l'artista venne chiamato a lavorare dalla famiglia Barni a Lodi e Roncadello. Il fautore di questa commissione fuori dal ducato fu sempre Giorgio Barni. La progettazione e la realizzazione fu affidata a Domenico Sartorio e ai suoi figli Michele e Pietro Giacomo di Lodi che tra il 1690 e il 1693 la adattarono a splendida residenza di campagna. Ma queste date dovrebbero riguardare la sua progettazione, la vera costruzione risalirebbe tra il 1700 e il 1715.
L'edificio era circondato da un cortile "all'italiana", che venne smantellato all'inizio del 1800 per volere del conte Giovanni Alessandro. Infatti, egli decise di far ergere un giardino "all'inglese", che seguisse tutti i canoni imposti dalla moda dell'architettura verde dell'epoca e che donasse alla villa maggior eleganza e cura del particolare. Il parco è il punto migliore da cui ammirare la facciata della villa.

## Struttura

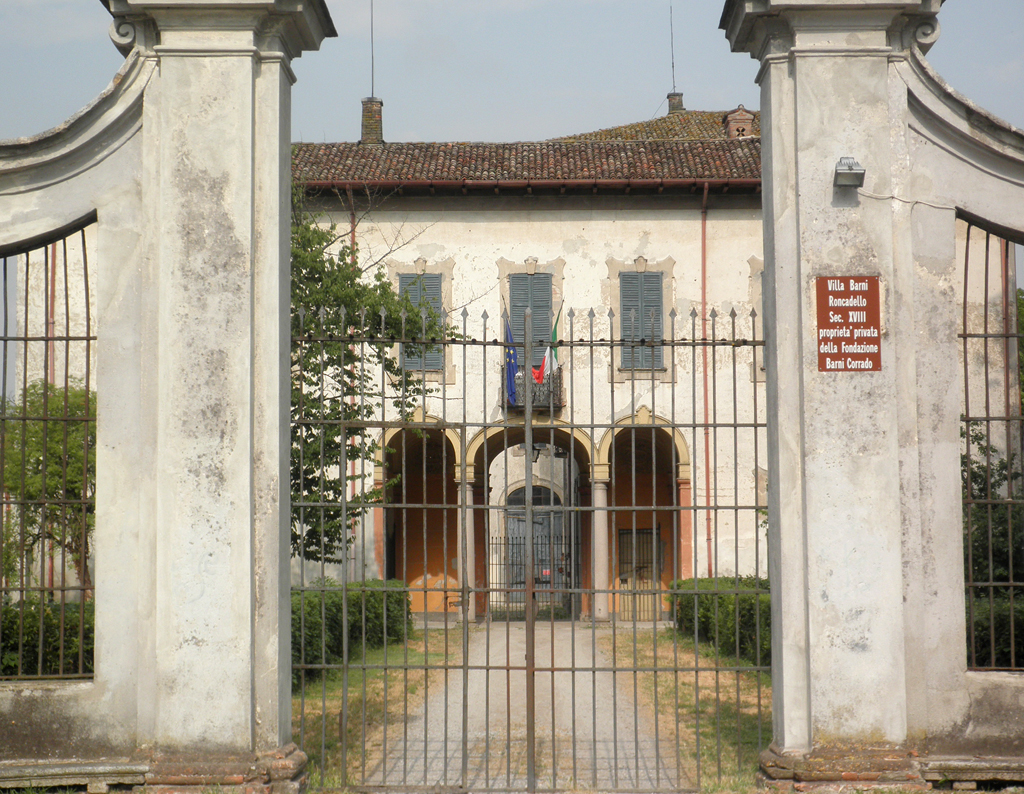
Villa Barni, i cancelli

### Caratteristiche della villa
Impostata su una pianta ad U, con un grande cortile quale fulcro, la villa presenta una facciata a due piani (rivolta a sud, sul giardino) tripartita in due corpi laterali, più bassi, che rinserrano il corpo centrale, più alto, disposto in direzione est-ovest. Le aperture sono incorniciate da un profilo mistilineo, con balconcini in ferro battuto dalla forma concava alternata a quella convessa. Nelle due ali laterali, al piano terra, si aprono delle nicchie dove sono alloggiati busti in stile romano classico, posti su alti piedistalli poggianti al suolo. Il salone è completamente affrescato. Il soffitto a padiglione è decorato da quadrature con grottesche di stile pompeiano.

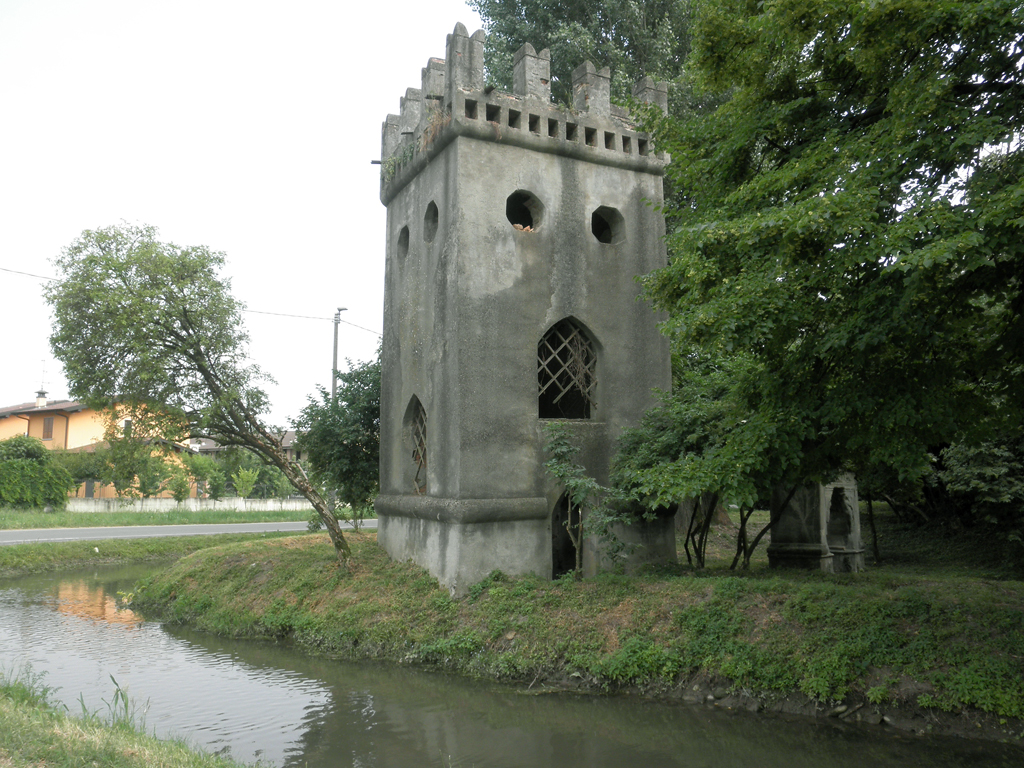
Villa Barni, la torretta gotica

### Il parco "all'inglese"
Molti sono gli elementi d'arredo presenti nel parco, tipici dei giardini all'inglese:
- una grotta di sasso affrescata all'interno situata su una collina detta "Belvedere";
- una ghiacciaia, ampia stanza circolare dove venivano conservati al fresco i vari cibi, posta nel lato ovest del parco, il cui ingresso è costituito da un portale ad arco rustico, composto di pietre di sasso;
- un obelisco, sito sul lato meridionale del parco, all'estremo ovest dopo la ghiacciaia, con un basamento in cotto intonacato e affrescato e la parte superiore di marmo inciso con iscrizione in ebraico;
- un tempietto che invita alla sosta e al riposo protetti dall'ombra della vegetazione e dalla volta della cupola, considerato un luogo privilegiato perché da qui si riesce ad scorgere perfettamente tutto ciò che è compreso nel parco;
- un ponte levatoio, sito sul lato meridionale in prossimità del tempietto, composto da una struttura in ferro e un ponte in legno;
- una Kaffeehaus, luogo di sosta utilizzato per il ristoro e la conversazione;
- una torre gotica, che sorge accanto ad un arco con sedili;
- un'urna di sasso su piedistallo, con coperchio sagomato, che si trova quasi al centro del grande prato antistante alla Villa, su un leggero rilievo e circondato da alberi e arbusti.

### Testi di approfondimento
- Margherita Cerri, Villa Barni in Roncadello di Dovera, in Archivio storico lodigiano, anno CXV, Lodi, edito dalla Società Storica Lodigiana, 1996,  pp. 11-44, ISSN 0004-0347 (WC · ACNP).